# ایکینجی حاج‌علی‌لی
ایکینجی حاج‌علی‌لی (به لاتین: İkinci Hacallı، تا ۲۰۰۸ میلادی حاج‌علی‌لی Hacıalılı) یک منطقه مسکونی در جمهوری آذربایجان است که در شهرستان بردع واقع شده است. این روستا ۱۳۳۰ نفر جمعیت دارد.